# Dialetto varesotto
Il dialetto varesotto (detto anche varesino, in città o limitrofi, e localmente bosino, in centro città) è un insieme di varietà dialettali appartenenti al ramo occidentale del gruppo lombardo delle lingue romanze. Con dialetto si intende l'accezione di "lingua contrapposta a quella nazionale". Il dialetto varesotto è parlato, nelle sue varie sfumature, a Varese e in tutti i comuni dell'area centro-settentrionale della provincia di Varese, e nei comuni di Castelletto Ticino (provincia di Novara), e di Mozzate, Carbonate e Locate Varesino (provincia di Como).

## Correlazione con altri dialetti
Esso è considerato affine al dialetto milanese, con il quale - pur non confinando direttamente - ha alcune comunanze. Il dialetto attuale risente, secondo le zone, di influssi del comasco (zona di Tradate) e del bustocco (zona di Busto Arsizio). Il dialetto varesotto presenta forti comunanze anche con il dialetto verbanese, parlato lungo la sponda occidentale del Lago Maggiore, rappresentando un continuum dialettale con esso. La base linguistica del dialetto varesotto è nel complesso comune ma con innesti e influenze, più o meno forti, secondo le zone. È molto simile anche al dialetto ticinese, lingua madre del Canton Ticino della Svizzera italiana.

## Storia
Nel periodo romano, il latino è stato deformato dal sostrato celtico, in quanto gli abitanti della zona erano insubri lambrani romanizzati. Nel Medioevo ha ricevuto influsso dalle lingue circostanti (superstrato: longobardo,  lingue germaniche, celtiche). Poi le dominazioni spagnola, francese e austriaca hanno lasciato notevoli tracce nella lingua. Il francese ha contaminato specialmente il milanese, per la maggiore apertura cittadina, il quale ha a sua volta influenzato i dialetti circostanti. A partire dalla fine dell'Ottocento, tutte le lingue d'Italia hanno ricevuto un notevole influsso da parte della lingua italiana, a causa della crescente diglossia (compresenza di italiano e lingua locale), causando, nelle generazioni più giovani, delle perdite del dialetto originario.

## Caratteristiche
Dal punto di vista fonetico il varesotto è leggermente più duro del milanese e gli articoli e i toponimi si diversificano in base alla zona.
Le vocali:
- ü ö = vocali miste come nel francese sur e bleu o in varesotto dür e cör
- â ê î = vocali allungate, come nel francese frère o in varesotto frâ

L'uso dell'accento circonflesso è frequente nei participi passati (es. fâ - fatto, dî - detto).
Ci sono casi particolari come le parole con la vocale mista allungata, per esempio düü dove la vocale dovrebbe essere solo una, e oltre alla dieresi dovrebbe avere anche l'accento circonflesso.
Le consonanti:
- c = usata come finale di parola è palatale come in lacc (latte), se seguita da una h è gutturale come in lach (lago) o sacch (sacco).
- s = sonora come in casa si distingue da quella aspra, come in sole attraverso il raddoppio; cascina in dialetto diventerà perciò cassina, anche se la s durante la pronuncia sembra più semplice che raddoppiata.

Varie
- L'accento acuto o grave serve per indicare la vocale chiusa o aperta, per esempio pan pòss (pane raffermo) oppure salàm (salame).
- la ü usata come cü (culo) ecc.
- la œ usata come fasœ (fagiolo) ecc.

### Vocaboli
- Abbastanza = assée (francese= assez)
- Accendere = pizaa
- Acino(d'uva) = pinciroeu
- Albicocche = mùgnagh
- Allora = alùra
- Altro = òlter / àltar
- Aprire = vèrdi / dervì
- Albero = árbur
- Annoiare = menaà ul turun / scaldà la pissa
- Annusare = üsmà
- Aratro = sciloria
- Arrotino = mulita o muleta
- Asfalto = gudrun
- Bacche = zunzurloeu
- Baco da seta = bigatt
- Bambino = fioeu (bambina = tusa)
- Barbabietola = biadrà
- Becchino = satarù
- Betulla = biola-bioll
- Bottiglia = butiglia
- Bicchiere = bicér
- Brontolone = barbutùn
- Buco (con fondo) = boeucc (un buco nel muro o nella strada)
- Buco (foro passante) = bus (il buco della serratura)
- Bugiardo = casciaball
- Calderaio (stagnino) = magnaan
- Calze = calzètt
- Calzoni = calzùn/bragh
- Carciofi = articiocc
- Casa = cà
- Cero = scilostar
- Cenere = scendra
- Ceppo = schok, schük
- Cetriolo = cucumer
- Chiave = ciav
- Cianfrusaglie = catanai
- Cimice = scimas, scìs
- Claudicante (zoppicante) = sciabaluun
- Coltello = cùrtéll
- Comodino = cifùn
- Comprare = cumprà / töeu
- Confusionario = pastrugnun
- Cornacchia (animale) = scurbàtt (termine spesso utilizzato nel Milanese)
- Corno di bue = cüdee (quando viene utilizzato come custodia per la cote)
- Cretino = batuso o rembambì
- Cucchiaio = cügiaa
- Fango = palta
- Fannullone/nullafacente = giacalüstra (termine spesso utilizzato nel Milanese insieme a barlafüs, che è la persona che parla a vanvera), simili nel significato anche perdabal e balabiott
- Fazzoletto = panett da naas
- Fegato = fidig
- Figlio = fiö
- Figlia = tusa
- Figlie = tusànn
- Fischiare = zifulà
- Foglie secche = stram
- Forchetta = fùrcelína
- Fragole = magiöster
- Freddo = frécc
- Fulmine = scalmana / strelùsc
- Furbo  = balòss
- Gallina = ga(l)éna / gaina
- Gelso = murun
- Gomito = gombat
- Gonna = pedagn
- Grembiule = scusàa
- Grano = mergùn
- Grappolo (uva) = sgraza
- Gratis( a sbafo) = a ufa / a fia d'oca
- Idraulico = trumbè
- Imbranato = pantula
- Imbuto = pidriö
- Incapace (buono a nulla) = ciaparatt / pelabrocc
- Innaffiatoio = daquaduur
- Insignificante = barlafuus
- Insipido = fatt (francese = fade)
- Intontito = imbesuii
- Lampadina = lampadéna / ciar
- lontra = lùdria (animale presente nel varesotto)
- Lucertola = lisuga / lùserta
- Luce = ciàr
- Maiale = purcèl / purscél / poerc
- Mandare al diavolo qualcuno = va a scuà ul maar! / va a cà a petenà i galin! / taches al tram!
- Manovale = magut
- Marito/Uomo = òmm
- Mattone = quadrell
- Mela = pom
- Mescolare = trusaà
- Mestolo = cazzüü
- Minestra riscaldata = paciarota
- Mirtillo = lidriün
- Moglie/donna = dona
- Muco (del naso) = caniggia
- Muratore = magüt
- Nebbia = scighèa
- Nero = négher
- Nulla/niente = nagòt
- Nullafacente (sfaticato) = balabiott (i"vitelloni" di Fellini si potrebbero definire cosi'!)
- Oltretutto = pagament
- Ombra = umbrìa
- Paletta (raccoglicenere) = barnasc
- Pannocchia = lova o löa / (solo il torsolo): mursun / (le foglie): maragasc
- Pasticcere = ufelé
- Patate = pomm da tera, patàti
- Pecora = bèra
- Pepe = pever
- Perdipiù = da surevia
- Peritoneo = radisèla
- Pesante (persona insoddisfatta e brontolona) = grassderost
- Pesche = pèrzigh
- Pettirosso = rùsmagun
- Pignolo = pesapever
- Pioppi = pobi
- Poco di buono = baltrascan
- Polemico = gratacül
- Polmone = curada
- Pomeriggio = dopudisnà /stabassua (bustocco)
- Pomodoro = tumàt, tumatas al plurale
- Prato = praà
- Prendere = cataà
- Prezzemolo = arburin
- Prostituta = lögia
- Provocare (aizzare/stuzzicare) = pizà sota
- Ramarro = ghèz
- Roccolo (postazione di caccia per fauna avicola) = uselanda
- Rospo = sciat
- Rosso dell'uovo sbattuto col vino = rùsumada
- Sale = a saa
- Saltare = saltà
- Sbruffone = pataveérta o bauscia
- Scaldaletto = monega o pret
- Schizzinoso = sgarlaruud
- Sconclusionato = strasciarasun (uno che parla a vanvera)
- Scopa = scua
- Seccatore = secaperdè
- Secchio = sidéll
- Sedano = sèlar
- Sedere = cül
- Sedia = cadréga
- Sèssola = cumpastéé
- Sgabello = scagn
- Siepe = scesa
- Signora= sciùra
- Smagliatura = scurlera
- Solletici = ghilitt
- Sottaceti = brusc
- Spazzaneve =  caláa
- Spesa (far) = pruved (prued)
- Stomaco = stömic
- Stomaco (della gallina) = pardè
- Stupido = ciula
- Stupidotto (poco serio) = balandran
- Sugo = giuss
- Tacere = tasée
- Tagliolini (pasta sottile) = fidelitt
- Tappo di sughero = bisciün/büsciun
- Tazza = chicchera
- Testardo = crapun
- Testa = cö
- Testa vuota (ignorante) = tarlùc
- Timoroso = tremacua
- Topo = ratt
- Topolino = muriggioeu
- Tuono = trön
- Tuonare = al trona
- Temporale = tempurál
- Tiepido = tevid
- Trottola = pirlà
- Vaso da notte (pitale) = urinari
- Vattene! (vai via, cambia aria) = scarliga merluzz/va föö di ball
- Vetro = véder
- Vino annacquato = strasciapata
- Zoccoli = zocar / sabeu (di legno tipo olandesi)

### Varianti
Nella seguente tabella è riassunta una comparazione fonetica di alcuni dialetti varesotti con il dialetto milanese e con trascrizione di ogni singola parola in un'ortografia comune alla lingua lombarda. I dialetti varesotti presi in considerazione sono quelli di Gallarate e Casorate Sempione (basso varesotto occidentale), Cislago (basso varesotto orientale, al confine con la provincia di Como), Azzate e Varese (cuore della zona di dialetto bosino), Vedano Olona e Tradate (ovest di Varese e al confine con la provincia di Como), Arcumeggia e Cavona (Valcuvia).
| Lombardo | Milano    | Gallarate | Casorate Sempione | Cislago   | Azzate    | Varese    | Vedano Olona | Tradate   | Arcumeggia | Cavona    |
| -------- | --------- | --------- | ----------------- | --------- | --------- | --------- | ------------ | --------- | ---------- | --------- |
| bev      | [beːf]    | [beːf]    | Bév               | [beː]     | ...       | [beː]     | [beː]        | [beː]     | [bew]      | [beːf]    |
| biott    | [bjɔt]    | [bjot]    | Biót              | [bjot]    | [bjot]    | [bjot]    | [bjot]       | [bjot]    | [bjot]     | [bjot]    |
| bosch    | [busk]    | [busk]    | [bosk]            | ['bosku]  | [bosk]    | [bosk]    | [bosk]       | [bosk]    | [boʃk]     | [bosk]    |
| cros     | [kruːs]   | [kruːs]   | crùs              | [kruːs]   | [kruːs]   | [kruːts]  | [kruːs]      | [kruːs]   | [kroːs]    | [kroːs]   |
| fradell  | [fra'dɛl] | [fra'dɛl] | fradèl            | [fra'del] | [fra'del] | [fra'del] | [fre'dɛl]    | [fra'del] | [fra'del]  | [fra'del] |
| gioven   | ['dʒuin]  | ['dʒuin]  | giuédì            | ['dʒuan]  | ['dʒuin]  | ...       | ['dʒuin]     | ['dʒuin]  | ['dʒoːin]  | ['dʒoːin] |
| la       | [la]      | [la]      | [la]              | [la]      | [la]      | [ra]/[la] | [a]          | ...       | [ra]       | [la]      |
| molin    | [mu'rĩː]  | [mu'rĩː]  | mulén             | [mu'riːŋ] | [mu'riŋ]  | [mu'riŋ]  | [mu'riɲ]     | [mu'liŋ]  | [mu'riɲ]   | [mu'riŋ]  |
| moron    | [mu'rũː]  | [mu'rũː]  | murùn             | [mu'ruːŋ] | [mu'ruːŋ] | [mu'ruŋ]  | [mu'rum]     | [mu'ruŋ]  | [mu'rum]   | [mu'ruŋ]  |
| most     | [must]    | [most]    | [most]            | ['mostu]  | [most]    | [most]    | [must]       | [most]    | [moʃt]     | ...       |
| nocc     | [nɔtʃ]    | [nɔtʃ]    | noc               | ...       | [notʃ]    | [notʃ]    | [nɔtʃ]       | [nɔtʃ]    | [nɔtʃ]     | [nɔtʃ]    |
| ors      | [uːrs]    | [uːrs]    | urs               | ['uːrtsu] | [uːrts]   | [uːrts]   | [uːrs]       | [uːrs]    | [oːrts]    | ...       |
| orzoeu   | [ur'zøː]  | ...       | urzœ              | ...       | [ur'dzøː] | [ur'dzøː] | ...          | ...       | [or'dzøː]  | ...       |
| sô       | [suː]     | [suː]     | só                | [suː]     | [suː]     | [soː]     | [suː]        | ...       | [soː]      | [soː]     |
| tecc     | [tɛtʃ]    | [tetʃ]    | téc               | ['tetʃu]  | [tetʃ]    | [tetʃ]    | [tetʃ]       | [tetʃ]    | [tetʃ]     | [tetʃ]    |
| vegg     | [vɛtʃ]    | [vetʃ]    | véc               | ['wedʒu]  | [vetʃ]    | [vetʃ]    | [vetʃ]       | [vetʃ]    | [vetʃ]     | [vetʃ]    |
| zoccor   | ['sɔkur]  | ['tsɔkur] | zòcur             | ['tsɔkar] | ['tsokur] | ['tsokur] | ['tsokwar]   | ['tsokur] | ['tsokur]  | ['tsokur] |

## Esempi di dialetto varesòtto

### Ta sa regordat? (de Speri Della Chiesa Jemoli)
Ta sa regordat, ra mè Luzzietta,

ra pruma volta ca s'hemm parlaa?

L'eva la festa dra Schiranetta

S'hemm trovaa insemma là in sul segraa.
Gh'evat ra vesta tutta infiorava

par datt ra mœusta t'ho pizzigaa

set vugnua rossa, mi ta vardava

m'het dai 'na s'giaffa, mi l'ho ciappaa.
Ma la tò sciampa l'eva tant bella

che in su ra faccia l'ha mia fai maa.

Ra pâs hemm faia cont la pommella,

pessit, gazzosa, zuccor firaa.
T'ho tœuj dò zòccor con su ra galla

ra mè parolla ti t'het 'ccettaa

(gh'eva de scorta tre vacch in stalla)

e dopo Pasqua sa semm sposaa.
Mò ti set veggia, ra mè Luzzietta

E mi, a fà 'r màrtor sont giò da straa.

Ma quand ca vedi ra Schiranetta

Senti anmò i stréppit da innemoraa!

### Una novella del Boccaccio in dialetto varesotto
Giovanni Papanti, seguendo l'esempio del fiorentino Leonardo Salviati, membro dell'Accademia della Crusca il quale nel 1586 riunì dodici versioni dialettali della novella nona della prima giornata del Decameron (bergamasco, veneziano, friulano, istriano, padovano, genovese, mantovano, milanese, napoletano, bolognese, perugino e fiorentino), tre secoli più tardi, nel 1875, pubblicò un volume dal titolo "I parlari italiani in Certaldo alla festa del V Centenario di messer Giovanni Boccacci", che contiene 704 versioni della novella, tra cui quelle di alcuni dialetti varesotti dell'epoca.

#### Dialetto di Castelletto sopra Ticino (NO)
Disi donca nea che al teamp dal prim re da Zipar, dòpo che Gottifredo da Bujon l'ava tòj la Terra Santa, allora gh'è capitaa che 'na sciora nòbila d'in Guascogna l'eva naia, coma a fann i pilligrin, a visità 'l Santo Sapolcar. Quand lea l'è 'nii 'ndree e l'è ruvaa a Zipar, gh'è stai di oman gramm ca gh'hann fai di brutt schearz da villan, e lea l'è 'nia tanta danaa che la podeva mia mandàlla giù, e s'eva miss in meant da nà dal re par mett giù quarella e fàss dà soddisfazion. Ma allora gh'hann dii ch'a l'eva tutt fiaa trai via parchè lù l'eva on pòvar baloeuass e bon da fà nagott; che di fugular ca ga favan i alt, sa 'n parla gnanca, ma fin chii a lua tucc i momeant, lù i lassava passà tucc, ch'l'eva pròppri 'na vargogna. In manera che tucc chii ca 'gh l'evan sù com lua par quaicoss, ga 'n favan vuna e 'nscì sfogavan la soa rabbia. Quand l'ha 'vuu sentii cola sciora e l'ha vist ch'l'eva inutil, ca sa podeva fà nagott par fàgghla pagà a chii oman là; allora lea, tant inscì 'ma fà passà 'l magon, l'ha vorzuu nà da col re là com dì e fàggla capìa ca ò'eva pròppri 'na pòvra ciolla. E l'è naia là, s'è miss a piangg e gh'ha dii: "Lù, scior re, mì som mia 'nia chì da lua par fàmm dà soddisfazion da cola figura ca m'hann fai; ma 'nscambi mì 'l preghi d'insegnàmm coma 'l fa mai lua a lassà passà tucc chii fuguar ca mì sinti ca ga fann a lua par podéa 'anca mì 'vè la pascienza, dòpo ch'avarò 'mparaa da lù, da lassà passà anca mì la mea: e 'l sa 'l Signoar comé mì 'gh la dariss a lù par nagott, sa podess, parchè lù i sa mandài giù 'nscì poliat."

Al re, che fin allora s'eva mai diciduu a mòvas e no 'l voreva mai fà nagott, l'ha fai comé col ca dias ca sa disveggia da dormìa, e l'ha comenzaa da la fugura ca ga 'n fai a cola sciora, e si ca 'gh la faia pagà car a chii oman à; e poeua s'è miss a fàgghla a tucc chii che dòpo d'allora an favan 'na quaivuna e ga perdevan l'onoar a la soa corona.

#### Dialetto di Gallarate (VA)
Hi da savè che una voeulta, quand gh'eva anmò ul prumm Re da Zipri, e che Goffrè da Buglion l'eva guadagnaa in guerra la Terra-Santa, gh'è succedùu che una sciora nòbala d'un paes che ga disen la Guascogna, l'è andai par divozion comè un pilligrin al Santo Sepolcher, e che tornand indrée, quand l'è capitàa a Zipri, certi balossoni gh'hann faj di daspresi brutt, brutt comè; e lee, sta sciora, par quest piena d'una tribulazion, e no ghe podeva propri passà, la s'è miss in ment da ricorr al re: ma gh'è stai quajchedun che gh'ha dij che la buttava via ul temp e ul fiàa; parchè ol re l'eva on lasagnon senza spirit, che invece de fà giustizia per i òlter, al sa lassava lù mett sott i pee, la piantava; e per quest chi gh'aveva di cruzzi par di tòrt che j'essen fai, ja sfogava cont ol sguargnà ol re. Quella sciora quand, l'ha sintuu inscì, e che l'ha cognossuu che la podeva minga avèggh giustizia, tant per fà passà la soa inversadura, la s'è mittuu in coo da spongg 'sto re da picch: e caragnand l'è andai sù e la gh'ha dii: "Oh scioria, mì vegni minga chì da lù par fà che lù al castiga quij che m'hann fai tanto maa: ma vegni par pragàll da fàmm imprend comè ch'al fa lù a soffrì ol maa, che ma disen che ga fenn a lù. E inscì imparand 'sta sò manera, anca mì pòssa sopportà con pazienza i dasprezzi ch'a m'hann fai e che al sa lù, ol Signor, che se mì podessa ga darav a lù, che ja tòllera inscì polid". Ol re, che fin allora l'eva stai on lumagon e on poltronasc, comè che in d'on bòtt ghe passass ol cocch, al s'è mittuu a castigà comè on can rabbiaa pruma quij che gh'hann fai i daspresi a 'sta dònna, e poeu tucc quij d'allora faven quaicòssa contra i sò legg.

#### Dialetto di Varese (dialetto della plebe)
Disi donca che in di temp dal primm re da Zipri, dòpo che Goffred da Buglion l'ha conquistaa la Terra Santa, è success che ona dònna nòbila dla Guascogna l'ha fai on viagg da divozion al Santo Sepolcar e, in dal tornà indree, rivaa ca l'è stai a Zipri, gh'hann mettuu adòss i man certi canaja e te 'm l'hann disonoraa. Tutta foeura de lee, e no savend come refàss da quell brutt giugh, gh'è vegnuu in ment d'andà a denunzià la còssa al re. Ma quaighedun gh'hann dii che la sarevv stai fadiga buttaa al diavol, perché 'l re l'eva on òmm tant da pòcch, anzi tant da nagòtt, che altar che castigà a terman da legg e da giustizzia i canajad fai ai altar, al sa lassava fà in bocca da tucc, e da pù al ga fava la ricevuda, con tant da viltà da fà restà sòtt qualunque cagon; de moeud che chissisia che 'l gh'avess 'vuu on quai dispiasè, al sa sfogava a fàggh a lù desprezzi e ingiuri d'ògni sòrt; e inscì tutt i balòss ga davan cojonament dor Re magg. Sentend 'sta pòcca nespola, quella sciora, desperada da podè mia ruissìggh a fàggh pagà 'l fio a quij tòcch da còll, inscì tant par ristoràss on poo dor brutt tir ca gh'hann fai, la s'è miss in ment da dàggh ona bònna morduda a quell Guerin Meschin d'on re; e, ditt e fatt, la ghe s'è presentaa e, piangend, la gh'ha cuntaa sù la rava e la fava dor brutt giughett ca gh'hann fai a lee, e poeu la gh'ha dii: "Maestà, mì son mia vegnuu chì par trovà giustizzia e vess vendicaa dla fattura ca m'hann fai, ma solament perché ti ma disat come ti feet a soffrì quij ca senti ca te fann a tì perché, inscì imparand anca mì, pòda mandà giò la mea pinola. Che, sa podess dàggh ona bella ingiottida, la sa 'l Signor quanto volontera te regalress, inscì pien che te seet da bontà e tollerenza!".

Ol re, che fina a quell moment l'ha sempar fai 'l mangia e dòrma, traccata!, coma 'l sa fuss dessedaa allora, l'ha comenzaa dal castigà ma a dover l'ingiuria fai a 'sta dònna, e poeu l'è deventaa 'l pù bravo casciador di canaja, e 'l ga la fava pagà ben cara a chissisia ch'avess mancaa da quell rispett che i suddit hann da portàggh al sò re, al capp dla nazion.

### Scioglilingua in dialetto varesotto
Ti che te tachet i tac, tacum i tac a mi! Mi tacat  i tac a ti?: taches ti i to tac ti che te tachet i tac!

### Storiella arsaghese in tempo di guerra
Ehi sciur lu' cha le lì sula pipa cunt in buca na porta, l'ha vista da questa gaina pasà na strada? Sum tanta perduda da veghala rabiada: la ma faseva i pugn gross me i oeuv!
Numeri fino a 20
1=vün
2=düü
3=trî
4=quáter
5=cínc
6=sês
7=sètt
8=vòtt
9=nœf
10=dês
11=vündes
12=dôdes
13=trédes
14=quatórdes
15=quíndes
16=sédes
17=darsètt
18=disdòtt
19=disnœf
20=vînt

## Altri dialetti

### Dialetto besnatese
Il dialetto besnatese s'inserisce, senza notevoli particolarità - eccetto la palatizzazione del gruppo "ct" in "^c"- nel sistema dei dialetti italiani settentrionali, in particolare nel dialetto varesotto e, con alcuni dei quali, partecipa alla caduta delle vocali atone finali, alla semplificazione delle consonanti geminate, alla sonorizzazione delle consonanti sorde latine intervocaliche e alla palatizzazione dei gruppi "cla" e "gla" (caf=chiave; gànda=ghianda).